# 矢竹
日本矢竹（学名：Pseudosasa japonica），又名箭竹、矢竹，为禾本科矢竹属下的一个种。矢竹原产于日本和韩国，因日本武士会用这种竹子来制作箭矢而得名。

## 扩展阅读
- 維基物種上的相關：日本矢竹